# Pet Shop Boys
Pet Shop Boys – brytyjska grupa muzyczna (duet), wykonująca muzykę pop, utworzona w 1981 roku. Duet tworzą: wokalista Neil Tennant i klawiszowiec Chris Lowe.

## Największe przeboje
Do największych przebojów zespołu można zaliczyć single „West End Girls”, „Suburbia”, „It's a Sin”, „What Have I Done to Deserve This?”, „Rent”, „Always on My Mind”, „Heart”, „Domino Dancing” i „Go West”. Okres największej popularności grupy przypada na lata 80.

## Historia
19 sierpnia 1981 roku muzycy przypadkowo spotkali się w sklepie elektronicznym na Kings Road w Londynie. Grupa, którą stworzyli, początkowo miała się nazywać West End. Nazwę Pet Shop Boys zapożyczyli później od znajomych, którzy pracowali w sklepie zoologicznym. W krótkim czasie odnieśli oszałamiający, światowy sukces. Popularność zapewniły im autorskie piosenki oparte na rytmach dyskotekowych i oryginalnie zaaranżowane. Także teksty wyróżniały się niebanalną tematyką.
Jako kompozytorzy i producenci współpracowali m.in. z Dusty Springfield, Lizą Minnelli, Patsy Kensit, Kylie Minogue, Electronic, Tiną Turner, Madonną, Davidem Bowie, Robbie Williamsem i Years & Years.

## Skład zespołu
- Neil Francis Tennant – wokal, gitara, instrumenty klawiszowe
- Chris Sean Lowe – instrumenty klawiszowe

## Dyskografia

### Albumy
| Rok  | Album                                        |
| ---- | -------------------------------------------- |
| 1986 | Please                                       |
| 1987 | Actually                                     |
| 1988 | Introspective                                |
| 1990 | Behaviour                                    |
| 1993 | Very                                         |
| 1993 | Relentless (wersja limitowana do płyty Very) |
| 1996 | Bilingual                                    |
| 1999 | Nightlife                                    |
| 2002 | Release                                      |
| 2006 | Fundamental                                  |
| 2009 | Yes                                          |
| 2012 | Elysium                                      |
| 2013 | Electric                                     |
| 2016 | Super                                        |
| 2020 | Hotspot                                      |
| 2024 | Nonetheless                                  |

### Albumy kompilacyjne
| Rok  | Album                                        |
| ---- | -------------------------------------------- |
| 1986 | Disco                                        |
| 1989 | In Depth (płyta wydana tylko w Japonii)      |
| 1991 | Discography: The Complete Singles Collection |
| 1994 | Disco 2                                      |
| 1995 | Alternative (b-sides)                        |
| 1998 | Esential                                     |
| 2000 | Mini (płyta wydana tylko w Japonii)          |
| 2003 | Disco 3                                      |
| 2003 | PopArt – The Hits                            |
| 2007 | Disco 4                                      |
| 2009 | Party (płyta wydana tylko w Brazylii)        |
| 2009 | Story (25 Years Of Hits)                     |
| 2010 | Ultimate                                     |
| 2012 | Format (b-sides)                             |
| 2023 | SMASH – The Singles 1985-2020                |

### Albumy koncertowe
| Rok  | Album         |
| ---- | ------------- |
| 2006 | Concrete      |
| 2010 | Pandemonium   |
| 2019 | Inner Sanctum |

### Inne wydania
| Rok  | Album                                      |
| ---- | ------------------------------------------ |
| 2000 | Closer To Heaven (Original Cast Recording) |
| 2005 | Battleship Potemkin (Soundtrack)           |
| 2011 | The Most Incredible Thing (Soundtrack)     |

### Single
- 1984: „West End Girls”
- 1984: „One More Chance”
- 1985: „Opportunities (Let's Make Lots of Money)”
- 1986: „Love Comes Quickly”
- 1986: „Suburbia”
- 1986: „Paninaro”
- 1987: „It's a Sin”
- 1987: „What Have I Done to Deserve This?”
- 1987: „Rent”
- 1987: „Always on My Mind”
- 1988: „Heart”
- 1988: „Domino Dancing”
- 1988: „Left to My Own Devices”
- 1989: „It's Alright”
- 1990: „So Hard”
- 1990: „Being Boring”
- 1991: „How Can You Expect to Be Taken Seriously?”
- 1991: „Where Streets Have No Name (I Can't Take My Eyes Off You)”
- 1991: „Jealousy”
- 1991: „DJ Culture”
- 1991: „Was It Worth It?”
- 1993: „Can You Forgive Her?”
- 1993: „Go West”
- 1993: „I Wouldn't Normally Do This Kind of Thing”
- 1994: „Liberation”
- 1994: „Absolutely Fabulous”
- 1994: „Yesterday, When I Was Mad”
- 1995: „Paninaro 95”
- 1996: „Before”
- 1996: „Se A Vida é (That's the Way Life Is)”
- 1996: „Single-Bilingual”
- 1997: „A Red Letter Day”
- 1997: „Somewhere”
- 1997: „It Doesn't Often Snow At Christmas”
- 1999: „I Don't Know What You Want But I Can't Give It Any More”
- 1999: „New York City Boy”
- 2000: „You Only Tell Me You Love Me When You're Drunk”
- 2002: „Home and Dry”
- 2002: „I Get Along”
- 2003: „London”
- 2003: „Miracles”
- 2004: „Flamboyant”
- 2006: „I'm with Stupid”
- 2006: „Minimal”
- 2007: „Numb”
- 2007: „Integral”
- 2009: „Love Etc.”
- 2009: „Did You See Me Coming?”
- 2009: „Beautiful People EP”
- 2009: „Christmas EP”
- 2010: „Together”
- 2012: „Winner”
- 2012: „Leaving”
- 2012: „Memory of the Future”
- 2013: „Axis”
- 2013: „Vocal”
- 2013: „Love Is a Bourgeois Construct”
- 2013: „Thursday” (gościnnie: Example)
- 2014: „Fluorescent”
- 2016: „Pop Kids”
- 2016: „Inner Sanctum”
- 2016: „Twenty Something”
- 2016: „Say It To Me”
- 2016: „Undertow”
- 2019: „Dreamland”
- 2019: „Burning the Heather”
- 2020: „Monkey business”
- 2020: „I don't wanna”
- 2024: „Loneliness”
- 2024: „Dancing star”
- 2024: „Furthermore”
- 2024: „A new bohemia”